# 史籀篇
《史籀篇》書名。相傳為周宣王時的太史籀所撰。现代学者多认为其乃戰國間秦人所作。十五篇。為古代字書。字體與石鼓文及春秋時代的秦系金文相同，為周代史官教學童識字的課本。今僅存說文所引史篇及所錄籀文223字。王國維有《史籀篇敘錄》、《史籀篇疏證》。也稱為「史篇」、「史籀」。
西周宣王時期之著作，作為教育用途，根據《漢書·藝文誌》所說是周官教兒童的教材，內十一篇，字體較小篆繁複，字呈正方形，筆劃優美，該書已佚，若欲參考字型，此書兩千多字中，《說文解字》有收錄約兩百字。
用字較小篆不同，如“奸”作“姦”又如“乃……”作“迺……”又如“草”作“茻”又如“好”作等等。

## 历史
《史籀篇》的成书年代可能介于公元前700至200年间，原本包含15篇，到汉光武帝(25–56)时佚6篇，余9篇至西晋也已亡佚。:111

## 标题
直到最近，人们都还认为《史籀篇》的标题指一名叫史籀的人，据传为周宣王(827–782 BC)太史。《汉书·艺文志》（78 CE）和《说文解字》（121 CE）都称周宣王的太史编篡了《史籀篇》。:154–155
晚清文献学家王国维(1877–1927)依金石学证据否定此说，《史籀篇》文字的结构和风格并不与西周金文相符。:72–77他还认为“籀”是姓，意为“讀”，篇名摘自第一句“太史籀書”。:74:17:1677, 1259
语言学家唐蘭（1901–1979）设想，文献中仅在《史籀篇》中出现的史籀，实际上是《汉书·古今人表》中的史留。:74在沙加尔-白一平体系的上古汉语拟音中，“刘”“籀”分别为*ru和*lrus。上海博物馆藏三足鼎铭文提到了史籀。:17–19
现代学者相信，“籀”并不指人，而是指“阅读、吟诵”。辞书学家劉叶秋认为“史”可能是先秦时候给能记下9千个字的学生的称号。:111

## 籀文
《史籀篇》中出現的文字被稱為「籀文」，《说文解字》共记录了223个字。:72總體而言，籀文形體对称而平衡，筆劃普遍比后世篆书更复杂。:74后世直笔笔画多以圆圈和螺旋代替。

## 參照
- 石鼓文
- 籀文
- 史籀